# ポルトガル系モザンビーク人
ポルトガル系モザンビーク人とは、モザンビークに住み、あるいはモザンビーク出身のポルトガル系の人々である。

## 歴史
今日のブラジルとなっている彼らのラテンアメリカの領土のプランテーションで労働させる以前の15世紀においては、ポルトガル人の探検者は、黒人奴隷をポルトガルに連行するために、今日のモザンビークと他の二つのポルトガル語圏アフリカの国家（アンゴラとギニアビサウ）に相当する地域に向かった。最初の恒久的なポルトガル人のコミュニティは16世紀にこの地域に設立された。地域は居住していたポルトガル人入植者の家族によって17世紀にen:prazos（農業用地）に分割された。モザンビークは19世紀にポルトガルの領土であると宣言された。20世紀初頭に、本土の政府は、より多くの白人移民と地域への定住を許可し、1960年代のモザンビークには370,000人のポルトガル人入植者が存在し、経済を向上させた。その間にアントニオ・サラザールの率いるポルトガルから数千人のポルトガル市民が、ブラジルやアメリカ合衆国と同様に、特に隣国のローデシアと南アフリカなど外国に流出した。1974年に黒人と一部のメスチーソ（ムラート）、白人はポルトガル支配に対して反乱を起こした。カーネーション革命がポルトガルで勃発し、1975年にポルトガルの海外植民地は独立した。多くのポルトガル系住民はすぐに移住し、彼等のほとんどはポルトガルに戻り、retornadosと呼ばれることになった。その他は隣国のマラウイやジンバブエ、南アフリカ、またはブラジル、アメリカ合衆国に向かった。出国したポルトガル系市民においては、多くはスーツケース一つと$150（150エスクード）のみを伴うことが許され、全ての家具は各自の家に残された。残った全てのポルトガル系定住者は政府によってモザンビークの市民権を得るか、出国するかの決定期間が3か月与えられ、彼等は3か月経つ前にモザンビーク市民権を選んだ。千人以上のポルトガル系が内戦勃発後に出国し、彼等は南アフリカ、スワジランド、ポルトガルに逃げた。
1996年にポルトガル語諸国共同体が設立された時、多くのポルトガル人とポルトガル系ブラジル人が経済的目的、教育的目的のためにモザンビークに入った。彼らは遠隔の地方部でのポルトガル語の学習を助け、ユーロから交換されたメティカルは大きな価値を得たため、経済的な発展を助けた。彼らの多くはモザンビークを恒久的な故郷として選んだ。
2010年代に入り、経済的停滞が続くポルトガルから専門職従事者がモザンビークに移住する動きが出ている。

## 言語
ポルトガル語は公用語であり、モザンビークのリングア・フランカである。彼らの方言はモザンビークポルトガル語と呼ばれ、ブラジルポルトガル語より標準イベリアポルトガル語に近い。彼らの中では一つの主要なバントゥー語（ツォンガ語、マクア語、ンダウ語、ショナ語の方言）を第二言語として話す。

## 宗教
多くのポルトガル系はキリスト教徒であり、カトリック教会に属している。

## 著名な人物
- ミア・コウト - 作家。2013年カモンイス賞受賞
- ネイマ - 歌手
- マリーザ - ファドの歌手